# National Board of Review Award alla carriera
Il National Board of Review Award alla carriera (Career Achievement Award) è un premio assegnato annualmente dal 1979 al 2007 dai membri del National Board of Review of Motion Pictures a chi si sia distinto per la propria carriera nel cinema.
Il National Board of Review ha assegnato dal 1994 al 2006 anche uno specifico premio alla carriera nella regia, il Premio Billy Wilder per l'eccellenza nella regia, mentre senza una precisa periodicità ha assegnato premi alla carriera per la sceneggiatura, la direzione della fotografia, la produzione e la composizione musicale.

## Albo d'oro

### Anni 1970
- 1979: Myrna Loy

### Anni 1980
- 1980: Gloria Swanson
- 1981: James Cagney
- 1982: Patricia Neal
- 1983: Gregory Peck
- 1984: John Huston
- 1985: Orson Welles
- 1986: Jack Lemmon
- 1987: Lillian Gish
- 1988: Kirk Douglas
- 1989: Richard Widmark

### Anni 1990
- 1990: James Stewart
- 1991: Lauren Bacall
- 1992: Shirley Temple
- 1993: Sean Connery
- 1994: Sidney Poitier
- 1995: James Earl Jones
- 1996: Gena Rowlands
- 1997: Robert Duvall
- 1998: Michael Caine
- 1999: Clint Eastwood

### Anni 2000
- 2000: Ellen Burstyn
- 2001: Jon Voight
- 2002: Christopher Plummer
- 2003: Morgan Freeman
- 2004: Jeff Bridges
- 2005: Jane Fonda
- 2006: Eli Wallach
- 2007: Michael Douglas